# Gol-aut
Gol-aut ili golaut je metoda vraćanja lopte u igru u nogometu.

## Dodjeljivanje gol-auta
Gol-aut se dodjeljuje momčadi koja se branila u akciji koja je prethodila trenutku kada je lopta prošla aut-liniju nogometnog igrališta, a da nije ušla u gol ili da je zadnji loptom igrao igrač koji je branio svoj gol.

## Procedura izvođenja
Lopta se postavlja bilo gdje unutar peterca (dio šesnaesteraca) koji pripada golu vratara. Svi protivnički igrači moraju biti izvan šesnaesterca dok se lopta ne vrati u igru. Lopta se smatra da je u igri kada napusti šesnaesterac.
Gol se teoretski može postići izravno iz gol-auta, ali autogol ne. Također, zaleđe ne može biti dosuđeno iz gol-auta.

## Prekršaji i kazne
Protivnički igrači moraju biti, kako je rečeno iznad, izvan šesnaesterca dok lopta ne izađe iz šesnaesterca. Ako sudac smatra da protivnici ulaze u šesnaesterac namjerno, dosudit će ponovno izvođenje gol-auta i dodijelit će žuti karton tom igraču.
Igrač koji izvodi aut ne smije dirati loptu sve dok je njegov suigrač ili protivnik ne dodirne. Ako igrač koji aut izvodi dodirne loptu dva puta, dodjeljuje se indirekt za protivničku momčad, i to na mjestu gdje je lopta dodirnuta drugi put. No, ako je igrač istu loptu dodirnuo drugi put zaredom, i to rukom, u izglednoj prilici za protivnika, tada se može dodijeliti jedanaesterac ako je lopta drugi put dodirnuta u šesnaestercu, a igrač se može kazniti crvenim kartonom.